# Karl Heinrich Hünersdorf

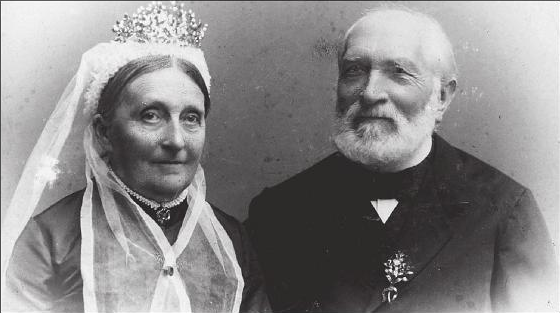
Hünersdorf mit Gattin Sophie am Tage der Goldenen Hochzeit, 4. September 1894

Karl (auch Carl) Heinrich Hünersdorf  (* 21. September 1817 in Zierenberg; † 21. Februar 1897 in Gotha)  war ein deutscher liberaler Kommunalpolitiker.

## Leben
Hünersdorf wurde am 21. September 1817 in Zierenberg bei Kassel geboren und ist in Kassel aufgewachsen. Seine Eltern waren der kurhessische Beamte und spätere Landrat Ludwig Hünersdorf und Katharine Wilhelmine Piton aus hugenottischer Familie.
Hünersdorf war der ältere (Halb-)Bruder des Gutsbesitzers und Abgeordneten Gustav Adolf Hünersdorf.
17-jährig bezog er zum Studium der Rechts- und Staatswissenschaften zunächst für ein Semester die kurhessische Landesuniversität Marburg, dann die Universität Heidelberg.

### Hanau
Hünersdorf leistete den Vorbereitungsdienst für das Richteramt in Hanau ab und wurde am 1. Mai 1844 Gerichtsassessor in Fulda, 1846 Richter im Strafsenat des Obergerichts Hanau.
In den Jahren 1848 bis 1850 wurde Hanau eines der Zentren der „Märzrevolution“ in Deutschland. Getragen und geprägt wurde diese Revolution im Wesentlichen vom liberalen Bürgertum; „demokratische“ Zirkel waren das, was man heute extremistisch nennen würde. Anteil an ihr hatte auch die Richterschaft, insbesondere am Obergericht. Direktor des Obergerichts Hanau war in diesen Jahren, ebenfalls seit 1846, Friedrich Mackeldey (1793–1865), ein Mitverfasser der liberalen Verfassung des Kurfürstentums Hessen von 1831 und von 1837 bis 1846 kurhessischer Justizminister. Im März 1848 übernahm dieser die Leitung einer Delegation, die den Auftrag hatte, dem Kurfürsten eine liberal-demokratisch begründete Petition der Hanauer Stadtverordneten zu übergeben. Die Delegation wurde vom Kurfürsten nicht empfangen.
1850 kam es in Kurhessen zur Machtprobe. Den Anstoß gab der Kurfürst mit der provozierenden Missachtung einer Landtagsentscheidung. Vor den sich ständig steigernden Kasseler Unruhen floh im September die Regierung ins Exil nach Wilhelmsbad bei Hanau. Im Oktober lief die Armee zur Revolution über: 229 Offiziere (von insgesamt 257) reichten ihr Abschiedsgesuch ein (nur 48 wurden bewilligt). Anfang November folgte die Bundesexekution: Auf Ersuchen des Kurfürsten entsandte der Deutsche Bund bayerisches Militär nach Hanau, um die Regierung zu schützen. Abschiedsgesuche als Protest gegen die reaktionäre Politik gab es auch von zahlreichen Beamten und Richtern. Zu denen, die der Kurfürst „gnädigst zu gewähren geruhte“, gehörte auch das Gesuch Hünersdorfs. Ende November 1850 schied er aus dem Staatsdienst aus.
In den folgenden Jahren arbeitete Hünersdorf an verschiedenen Stellen als Rechtsanwalt. Aber sein Interesse richtete sich nun auf die Kommunalpolitik. 1852 bewarb er sich um das vakant gewordene Amt des Hanauer Oberbürgermeisters. Er trug der Stadtverordnetenversammlung seine Gedanken zu einer planvollen Entwicklung der Stadt nach ihrem soeben erfolgten Anschluss an das Eisenbahnnetz vor und wurde am 21. Oktober 1852 mit großer Mehrheit zum Oberbürgermeister gewählt, jedoch vom Kurfürsten abgelehnt. Im November 1853 stellte die Stadt Kassel Hünersdorf als Stadtsekretär ein –  gewiss in der Absicht, seine Suche nach einer geeigneten Führungsposition zu unterstützen.

### Gotha
In Gotha, einer der beiden Residenzstädte des Herzogs von Sachsen-Coburg und Gotha, stand im Sommer 1854 eine Bürgermeisterwahl an, nachdem der Amtsvorgänger Thankmar Bieber in den richterlichen Dienst zurückgewechselt war. Hünersdorf bewarb sich sehr kurzfristig (5.9.), wurde am 8.9. gewählt, am 12.9. vom Herzog bestätigt und zog am 26.9. mit seiner Familie aus Kassel nach Gotha um. Er war Bürgermeister von Gotha bis zu seinem Eintritt in den Ruhestand 1890; an seinem 65. Geburtstag (21. September 1882) verlieh ihm Herzog Ernst II. den Titel „Oberbürgermeister“. Am 21. Februar 1897 ist er in Gotha gestorben.

## Kommunalpolitisches Wirken
Hünersdorf stand bei seinem Amtsantritt vor allem vor zwei Herausforderungen, deren Bewältigung man von ihm als liberalem Politiker erwartete: Die Stadt Gotha musste an die Notwendigkeiten des Industriezeitalters planvoll angepasst werden, als Wirtschaftsstandort und als Wohngemeinde. Er musste damit rechnen, dass sich während seiner Amtszeit die Einwohnerzahl verdoppeln und der Raumbedarf gegenüber der Größe der Altstadt vervielfachen würde. Und als zweites: Die Stadt Gotha musste sich als Kommune von staatlicher Führung und Leitung emanzipieren. Die Stadtentwicklung war eine kommunale Aufgabe, und sie musste den großen Grundbesitz des herzoglichen Hofs einbeziehen und im Übrigen auch Gemeindegrenzen überschreiten können, und das möglichst ohne Konflikt mit Staat und Hof.
Hünersdorf ist in beiderlei Hinsicht erfolgreich gewesen. Auf einige Umstände konnte er sich dabei stützen: Als Bürgermeister der Residenzstadt hatte er Sitz und Stimme im Landtag. So konnte er beispielsweise Einfluss auf die Schulpolitik des Herzogtums nehmen. Stützen konnte er sich auch auf einige einflussreiche großbürgerliche Unternehmerfamilien – Arnoldi, Becker, Perthes –, noch aus vorindustrieller Zeit. Und stützen konnte er sich ganz besonders darauf, dass an der Spitze des Staates, ganz anders als in Hessen-Kassel, liberal gesinnte Männer standen: Herzog Ernst II. und sein Staatsminister Camillo von Seebach.
Wichtige Entwicklungsschritte im Amtsbereich Hünersdorfs waren:
- 1855 Einführung der Gasbeleuchtung auf den Straßen und im Theater.
- 1858 Festlegung von Straßennamen und Einführung der straßenbezogenen Hausnummerierung (anstelle der bisherigen Durchnummerierung der Häuser).
- 1859 und 1863 Schulreformgesetze des Landtags: 1859 Vereinigung von Herzoglichem Realgymnasium und Gymnasium Illustre zum Gymnasium Ernestinum, 1863 ein – weithin beachtetes – Volksschulgesetz. Gelegentlich wird Hünersdorf als dessen „Vater“ bezeichnet.[7]
- 1863  Berufung des deutsch-russischen Architekten Ludwig Bohnstedt als „Bausenator“.
- 1864  Bildung einer Feuerwehr.
- 1865, 1870 und 1881 Bau moderner, großräumiger Volksschulen.
- 1870 Eröffnung der Bahnlinie Gotha–Langensalza. Rund um den Bahnhof Gotha Ost Schaffung weiträumiger Gewerbegebiete.
- 1871 bis 1873 Schaffung einer öffentlichen Wasserversorgung mit Anschluss- und Benutzungszwang für alle Grundstücke. Ein Genuss unabgekochten Wassers war bis dahin kaum möglich.
- 1874 bis 1885 Schaffung einer unterirdischen Abwasserkanalisation, die auch Voraussetzung für die Errichtung von Mehrfamilienwohnhäusern war.
- In den gleichen Jahren Aufforstung stadtnaher Wälder (Galberg, Kleiner Seeberg).
- 1877/78 Bau eines städtischen – später verstaatlichten – Krankenhauses neben dem alten Siechenhaus an der Erfurter Landstraße. Bis dahin war die Krankenpflege Sache privater Wohltätigkeit. Das Krankenhaus konnte bis zu 80 Kranke zur stationären Versorgung aufnehmen. In den kommenden Jahren entstanden auf dem Gelände weitere Gebäude mit wachsender Anzahl von Patienten, Ärzten und Krankenschwestern. Anschließend entstand in der benachbarten Gemarkung des Dorfes Siebleben das sogenannte Seebergviertel mit zahlreichen Einfamilien- und Miethäusern.
- 1878 Anlage des neuen, weiträumigen „Friedhofs V“ nördlich der Stadt. Das auf ihm errichtete Krematorium war das erste in Deutschland, europaweit nach Mailand das zweite.[8]
- 1881 bis 1890 Pflasterung aller Straßen der Altstadt.

Ab 1857 gehörte er auch dem Gothaer Landtag an.

## Familie
Karl Heinrich Hünersdorf war seit dem 4. September 1844 mit Sophie Breidenbach (1822–1905) verheiratet. 1845 wurde ihr einziger Sohn Ludwig Adolph geboren. Er starb am 13. Januar 1857 in Gotha als Opfer einer Typhusepidemie.  Die Eheleute adoptierten daraufhin einen etwa gleichaltrigen Jungen Carl. Dieser ist Buchhändler geworden und nach 1928 in Stuttgart gestorben. Hünersdorf starb 1897 und wurde auf dem Friedhof IV an der Galbergstraße in Gotha zu Grabe getragen. Seit der Beräumung und Schließung des Friedhofs ist die Grabausstattung verschollen.

## Ehrungen
Beim Ausscheiden aus dem Amt 1890 wurde Hünersdorf Ehrenbürger von Gotha. 1894 wurde die Fleischgasse in der Gothaer Altstadt nach ihm benannt.